# Postal 4: No Regerts
Postal 4: No Regerts — компьютерная игра в жанре шутера от первого лица, разработанная и изданная независимой американской компанией Running with Scissors, которая также отвечала за первые две игры серии Postal, а именно Postal и Postal 2. Игра была выпущена в раннем доступе одновременно с анонсом — 14 октября 2019 года для платформы Windows через программу Early Access, и была принята для получения финансирования проекта и вовлечения сообщества серии игр Postal в разработку игры. Компания Running with Scissors описала данную игру, как «истинное продолжение» Postal 2 противопоставив её прошлой и неудачной игре Postal III, которая получила в основном негативные оценки от критиков и игроков, а также была «отвергнута» Running with Scissors и удалена из их сайта.
Postal 4: No Regerts была выпущена 20 апреля 2022 года и получила в основном негативные отзывы. Несколько обозревателей критиковали оптимизацию игры, плохой игровой процесс и устаревший юмор. 21 марта 2023 года была выпущена версия игры для PlayStation 4 и PlayStation 5.

## Сюжет
Действия происходят через несколько лет после событий второго DLC к игре Postal 2 — Paradise Lost.
Чувак (англ. The Postal Dude; его озвучил Джон Сент-Джон) и его питбультерьер Чамп (англ. Champ) эмигрировали в вымышленный город Эденсин (англ. Edensin), штат Аризона. По дороге в город у Чувака угоняют машину, заставляя его взять на себя сразу несколько работ, чтобы свести концы с концами в незнакомом городе, с конечной целью — вернуть свою машину.

## Игровой процесс
Postal 4 заимствует многие игровые особенности у своего предшественника — Postal 2. Игра сосредоточена вокруг различных «поручений», которые Чувак должен выполнять каждый день. «Поручения» также включают в себя: работу тюремного охранника, работника канализации и ловца животных в понедельник, различные задания для банды с «Юга от Окраины» (англ. South of the Borderland) во вторник, такие как — пограничная контрабанда и маркировка дёрна, а также работу на мэра города Эденсина в среду, также включая преемника петиции из Postal 2. Игровой процесс также возвращает сюжет к перспективе шутера от первого лица, от которой прошлая игра Postal III отказалась и была в жанре шутера от третьего лица.
Планируемые элементы игрового процесса включают в себя дополнительное оружие, дополнительные «побочные поручения», настраиваемую одежду для Чувака и кооперативный мультиплеер.

## Критика
| Сводный рейтинг    | Сводный рейтинг |
| Агрегатор          | Оценка          |
| ------------------ | --------------- |
| Metacritic         | 30/100          |
| Иноязычные издания |                 |
| Издание            | Оценка          |
| GameSpot           | 1/10            |
| Hardcore Gamer     | 3/5             |
| IGN                | 2/10            |
| Shacknews          | 4/10            |

По данным агрегатора обзоров Metacritic, Postal 4 получил в основном негативные отзывы. Во многих публикациях критиковали неинтересный игровой процесс, частые ошибки и проблемы с производительностью, а также плохо выполненные и устаревшие шутки. Обозреватель GameSpot Ричард Уэйклинг назвал это «действительно ужасным опытом, которого следует избегать любой ценой».